# Висвистувач
Висвистувач (Tregellasia) — рід горобцеподібних птахів родини тоутоваєвих (Petroicidae). Включає два види, які мешкають в Австралії й на Новій Гвінеї.

## Види
Виділяють два види:
- Висвистувач австралійський (Tregellasia capito)
- Висвистувач північний (Tregellasia leucops)